# Ricardo Segundo García
Ricardo Segundo García Pérez (Madrid, 1903 - Zamora, 1983) fue un pintor español.

## Biografía
Era el segundo de 10 hermanos y llevaba ese nombre para diferenciarlo de su padre, también llamado Ricardo. Desde niño manifestó una gran afición por la pintura y con 14 años aprobó el ingreso en la Real Academia de Bellas Artes de San Fernando, pero en un primer momento se le negó la entrada dado su aspecto aniñado y su escasa altura, derivada de un accidente en la infancia.  
En la Academia tuvo como compañeros a Fernando Briones, Maruja Mallo, Rafael Botí, Eduardo Santonja, Joaquín Valverde, Timoteo Pérez Rubio, Gregorio Prieto, entre otros.
Su vida artística transcurrió fundamentalmente en Zamora. Se le considera uno de los máximos representantes de la pintura regionalista castellanoleonesa.

## Trayectoria

### Etapa de formación (1917-1925)
En San Fernando destacó rápidamente entre sus compañeros, logrando numerosas becas y premios. Sus profesores en la Escuela fueron artistas como Antonio Benlliure, Cecilio Pla, Muñoz Degrain, Manuel Benedito, Julio Romero de Torres y Joaquín Sorolla, obteniendo en 1920, junto a Sainz de Tejada, la única beca que otorgó el insigne pintor valenciano. También fue becado para los veranos de la Escuela de Pintores del Paular (1920-1923).
Recibió el premio de la Fundación Molina Higuera que incluía una beca de dos años para pintar el la Residencia de Pintores de la Alhambra de Granada. En 1922 ganó una Bolsa de Viaje en la Exposición Nacional de Bellas Artes.
La estancia de Ricardo en la Escuela se prolongó hasta 1927 ya que, aunque acabados sus estudios, repitió algunas asignaturas para poder seguir disfrutando de la formación y de las residencias artísticas.

### Las residencias en El Paular, Granada y Florencia
Las residencias artísticas creadas por la Dirección General de Bellas Artes para la ampliación de estudios tenían en El Paular y Granada dos de sus principales exponentes: a la segoviana Cartuja de El Paular el pintor acudió en varias ocasiones (1921, 1923 y 1924). En 1925 obtuvo la Residencia en Granada, que estaba bajo la dirección del pintor Gabriel Morcillo. 
En ambas residencias el pintor realizó pinturas del natural, sobre todo paisajes –por los que fue premiado en El Paular, en 1924– y tipos populares, siendo en este momento su dibujo más suelto y el colorido rico y vivo. En esta etapa Ricardo forjó una estrecha amistad con otros artistas como Timoteo Pérez Rubio, Antonio Luis Gutiérrez “Garnelillo”, Rafael Pellicer, Gregorio Prieto, Juan Cristóbal, Joaquín Penado y Jesús Gallego Marquina.  

### Las Exposiciones Nacionales de Bellas Artes
En los años 20, Ricardo se encontraba plenamente integrado en la sociedad artística e intelectual madrileña. En 1922 se presentó por primera vez a la Exposición Nacional de Bellas Artes, obteniendo una bolsa de viaje por el cuadro Elegía. El reconocimiento a su carrera llegó en 1926, al conseguir la Tercera Medalla en la Exposición Nacional de Bellas Artes por el cuadro Josefica, pintado en 1925, en el que ya se puso de manifiesto el interés del artista por la pintura regionalista, el color y las calidades, especialmente de los tejidos. 

### La Exposición Iberoamericana (1929-1930)
Los años finales de esta década fueron muy productivos para Ricardo Segundo. Estuvo especialmente interesado por la pintura regionalista, por los tipos y escenas costumbristas de los pueblos zamoranos –temática fundamental de su obra–,juntamente con otros géneros, como el retrato, el desnudo, los bodegones y los paisajes.  En 1928 presentó, junto con Juan Bueno Echevarría, una serie de cuadros en el Círculo de Zamora de los que tres de ellos –Hilando, La Pastora María y Telar alistano– fueron adquiridos por la Diputación Provincial para representar a Zamora en la Exposición Iberoamericana de Sevilla.
En 1932 ganó la Beca Conde de Cartagena lo que le posibilitó estar en Florencia entre mayo y octubre de 1933.

### Período de desarrollo artístico (1926-1983)
Fue profesor de dibujo en enseñanza media en Madrid y Barcelona. En 1962 se trasladó a vivir con su familia a Zamora, principalmente en Tierra de Alba y en Sejas de Aliste, lugar donde permaneció hasta su fallecimiento y que tuvo una fuerte influencia en su obra. Son  característicos los cuadros de zamoranas con trajes típicos de la comarca de Aliste, como Jesusa Pertejo con traje de  la comarca de Aliste, retrato realizado en 1950 y custodiado en el Museo de Zamora.

## Reconocimientos
En 1993, la Salas de Exposiciones, Casa de Cultura de Caja España de Zamora le dedicó la exposición  Ricardo Segundo, 1903-1983 exposición antológica.
En 2019 se le rindió un homenaje en Sejas de Aliste, lugar que retrató numerosa veces, su paisaje y lugareños, con una recreación de su obra El baile de la boda y diversas actividades. 